# Brachymenium dicranoides
Brachymenium dicranoides là một loài Rêu trong họ Bryaceae. Loài này được (Hornsch.) A. Jaeger mô tả khoa học đầu tiên năm 1875.